# Vaincre ou mourir (film, 1912)
Pour les articles homonymes, voir Vaincre ou mourir.
Vaincre ou mourir est un court métrage muet français réalisé par Henri Desfontaines sorti en 1912.

## Fiche technique
- Réalisation et scénario : Henri Desfontaines
- Société de production et distribution : Société générale des cinématographes Éclipse
- Pays : France
- Format : Muet - Noir et blanc - 1,33:1 - 35 mm
- Métrage : 293 m
- Durée : inconnue
- Date de sortie : France : 8 mars 1912